# 九龍南綫
九龍南綫（英語：Kowloon Southern Link）前稱九龍南環線，是香港港鐵西鐵綫的延伸路綫，從南昌站開始，向南延伸，經過西九龍，連接現有的尖東站，全長3.8公里，共3個車站，現在為屯馬綫的一部分。工程於2005年開始，於2009年8月16日通車，紅磡站成為當時東鐵綫和西鐵綫的終點站，尖東站從東鐵綫改為隸屬西鐵綫。工程由當時的九廣鐵路公司規劃、批出合約及出資，但因兩鐵合併關係，該綫由港鐵公司（前地鐵公司）負責監督建造及營運，亦是最後一個使用九鐵工程合約編號的項目。

## 計劃

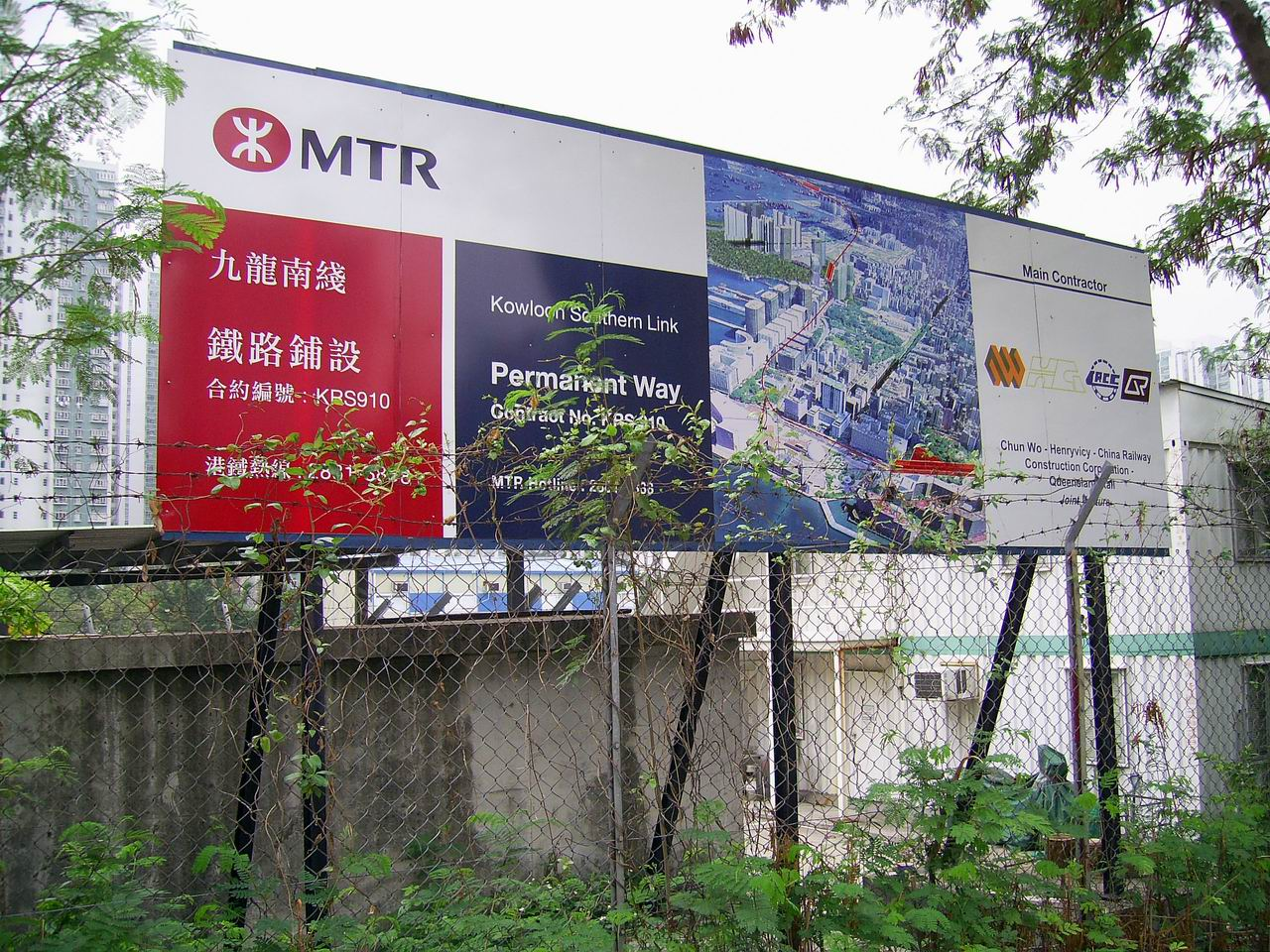
中国铁建是九龍南綫鐵路鋪設工程承建商之一

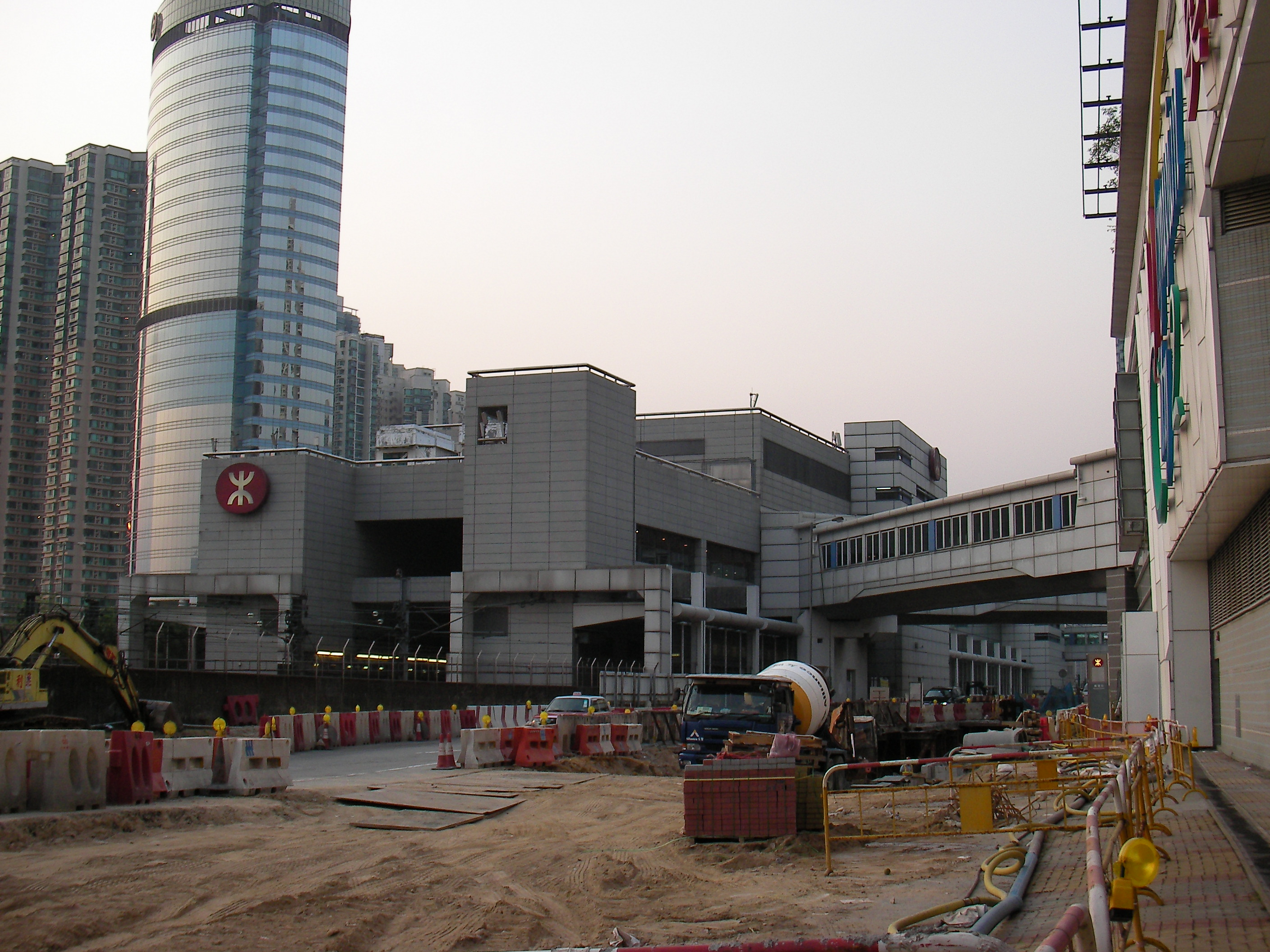
近奧海城二期及港鐵奧運站的九龍南綫工地（2009年3月）

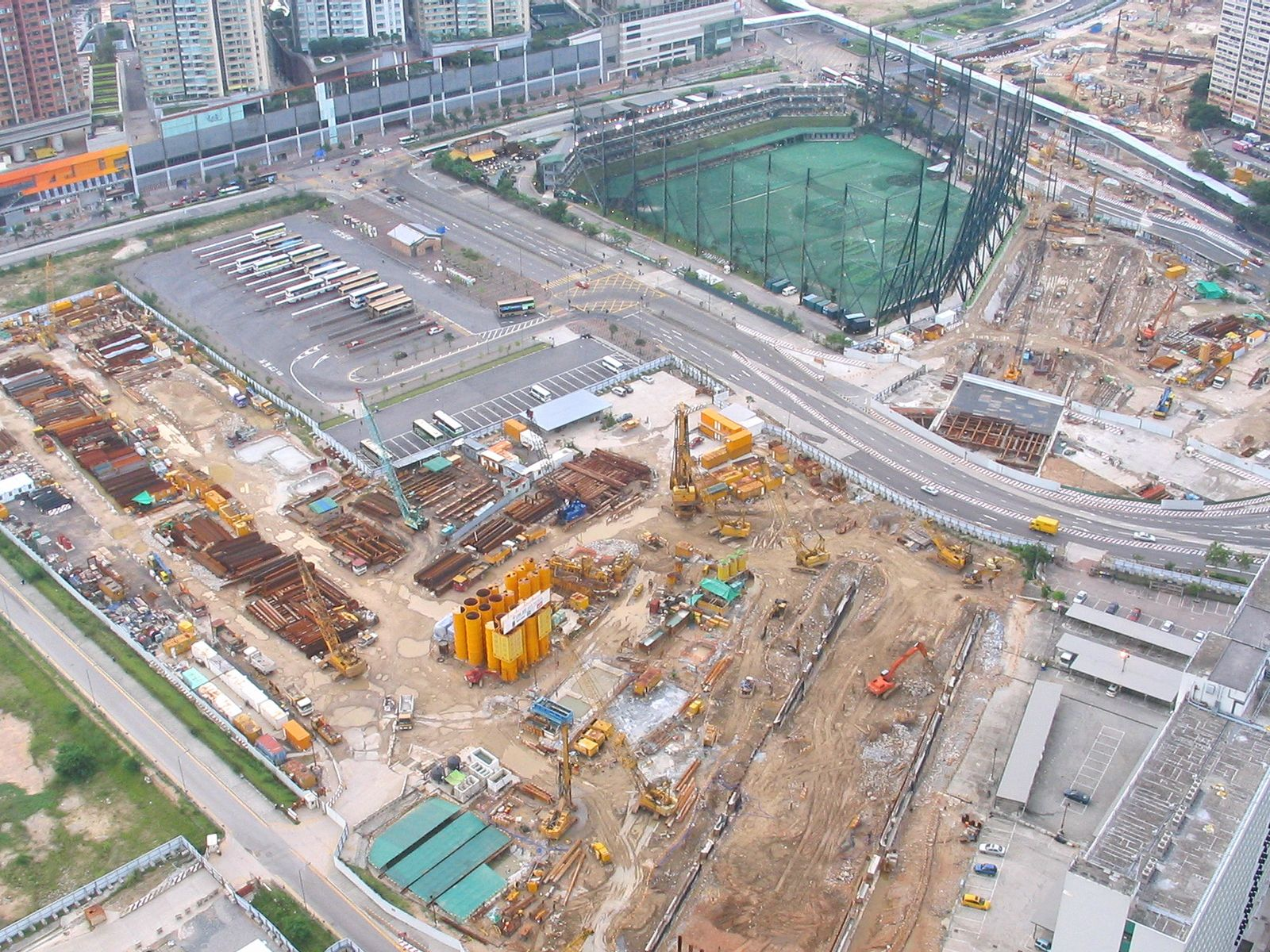
俯瞰柯士甸站地盤（2006年9月）

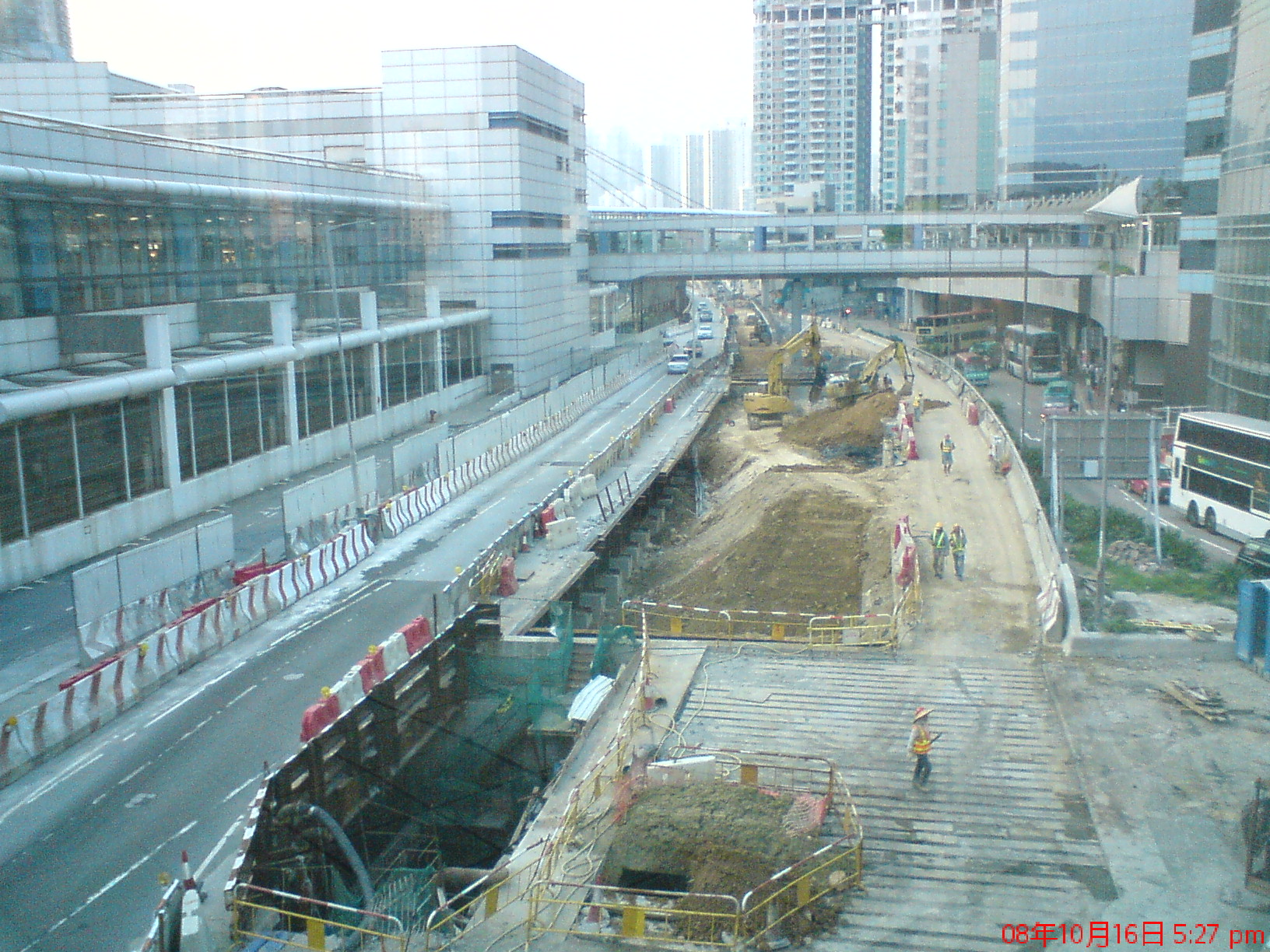
九龍南綫工地（深旺道近奧運站）

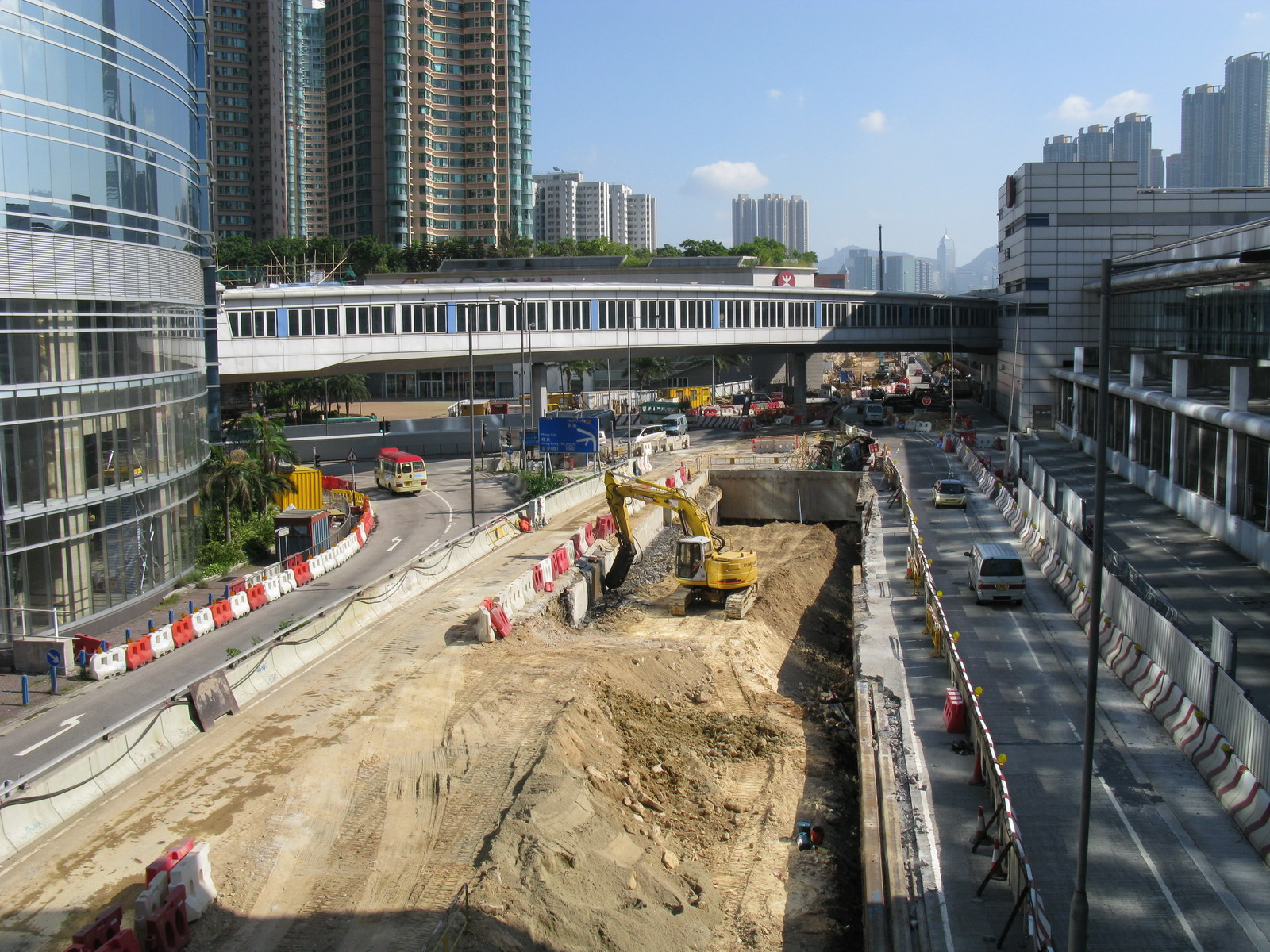
九龍南綫近奧運站建築地盤（2008年10月）

香港政府在《鐵路發展策略2000》中建議興建九龍南環線。2002年9月24日，香港政府邀請當時的九廣鐵路公司就南環線着手進行詳細規劃和設計工作。
2003年12月20日，九廣西鐵（後稱西鐵綫，現屯馬綫部分）正式通車，以深水埗區的南昌站作為終點站 。雖然打著方便新界西北居民直達市區的旗號，但始終南昌站並非市區中心，以市區邊緣作為終點站的做法為人詬病，這被認為是西鐵通車後乘客量比預期中要低得多的主因。當時有人認為，九龍南線的興建對西鐵的日後發展尤為重要。
2004年3月26日，香港特區政府首次就九龍南線項目刊憲；而對路線項目的修訂亦於2005年1月7日刊憲。
九龍南線連接九廣東鐵（現東鐵綫）的尖東站和九廣西鐵的南昌站，把東、西兩鐵的南面兩端連接起來。這條新鐵路全長3.8公里，耗資83億港元，中途設九龍西站（現柯士甸站），乘客可透過新線互相轉乘東、西兩鐵。香港特區政府於2005年6月24日將已審批的九龍南線方案刊登憲報，8月開始批出合約，而土木工程則於2006年開始。

### 廣東道站
在九龍南線本來的計劃中，於九龍西站與尖東站之間原設多一站，興建方式和尖沙咀支線一樣，把廣東道路面掘開然後回填。根據2002年環境運輸及工務局提交給立法會的文件，興建廣東道站須需要封閉其中一條行車線，造價亦要由80億增加至92億。如若採用鑽挖隧道方案，則要收回並清拆附近的大廈，日後車站月台和大堂的距離亦較遠。不過掘地建站的做法引來廣東道一帶商戶的強烈反對，亦恐怕會加劇尖沙咀區內交通擠塞，故港府與九鐵在2003年決定改用地底鑽挖隧道，並擱置興建廣東道站，以待九倉重建海港城時才一併施工。當時九鐵擬拆卸重建環球金融中心南北兩廈建站，通車後交還拆卸重建好的上蓋物業，但九倉反要求九鐵賠償三、四十億租金損失，促使時任九鐵主席田北辰決心棄建廣東道站。九倉事後曾倡議出租海港城地下停車場建站，但九鐵以面積過小和技術困難為由拒絕。
在廣東道商戶的龐大壓力下，政府曾一度介入事件，並領導專責小組與九鐵及九倉重新研究建站的可能性。在政府協調下，雙方研究改建環球金融中心地庫，並將賠償金額大減6億以內。建站爭執長達3年5個月，最終仍告談判破裂，在2004年12月6日正式否決興建廣東道站，主因是雙方未能就高達18億元的拆卸及重建費達成共識。雖然九鐵仍繼續與九倉接觸，政府亦押後再三刊憲日期，但田北辰堅稱成本效益不高，態度強硬，並改為研究興建行人隧道連接尖東站。
2005年1月7日，政府刊憲落實取消興建廣東道站，原因是「沒有必要性」和「九倉條件苛刻」，亦不會預留土地以供日後建站。同年6月24日，行政長官會同行政會議正式通過九龍南線的方案，中途只會在廣東道政府合署西面興建一站，方便往中國客運碼頭（俗稱中港碼頭）乘船過境的旅客。

## 工程設計及建造

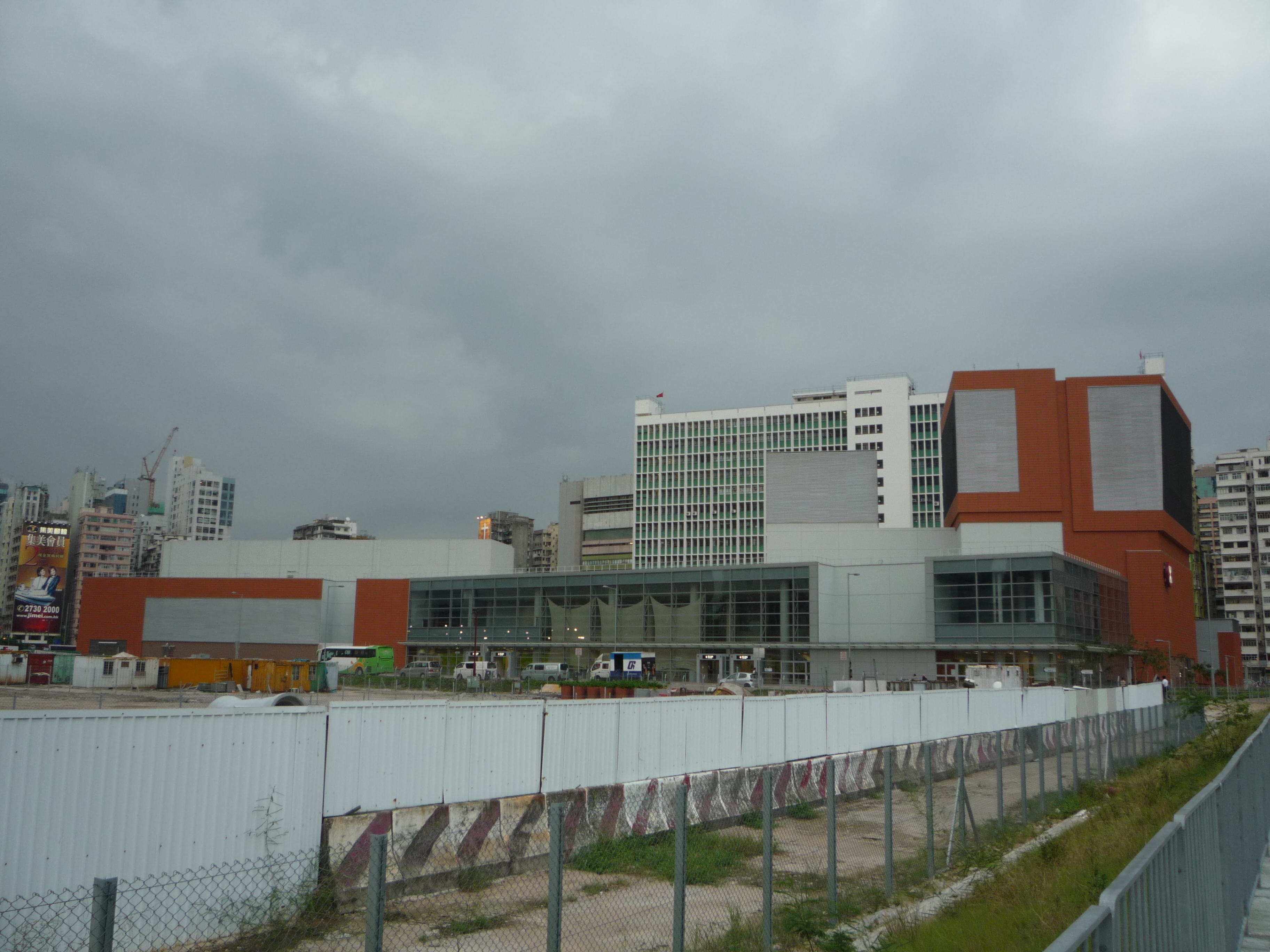
港鐵柯士甸站外觀

九龍南線於2005年10月開始動工興建，包括挖掘鐵路隧道及在廣東道政府合署西面、佐敦道碼頭原址興建九龍西站（現柯士甸站）。土木工程分為三大主要合約，分別是：新車站及由佐敦道至尖東站之隧道段（即九龍南線南段）；由佐敦道至油麻地通風大樓之隧道段；及由油麻地通風大樓至南昌站之隧道段（即九龍南線北段）。
為減低對路面及環境的影響，廣東道至梳士巴利道間的隧道採用「小龍女」隧道鑽挖機鑽挖隧道。新車站位於西九龍填海區，大堂及月台均設於地底。車站採用島式月台，即月台位於中央，路軌設於兩側。由佐敦道起（即新車站至南昌站的一段）因工程對地面的影響則相對輕微，採用明挖回填的方法挖掘隧道。
在西南九龍一帶高度發展的市區建築鐵路，由於區內商貿及旅遊設施林立，有香港文化中心、太空館、大型酒店和商業大廈等，故此必須在鑽挖工程進行的同時，採用先進的技術監控工程噪音和震盪，把對鄰近建築物的影響減至最低。
除了進行鐵路工程，現有的尖沙咀中間道行人隧道會向西延伸至九龍公園徑，並接駁現有的兩條政府行人隧道。行人隧道延伸後，將大大改善尖東站與廣東道地區之間的接駁。

## 試運測試及通車
港鐵於2008年3月至4月期間在尖東站至紅磡站改裝西鐵綫信號來試行列車，2008年11月開始在南昌站至紅磡站試行列車，2009年4月下旬開始安排列車在休車時間行駛西鐵綫全綫，測試鐵路安全和穩定性。2009年8月16日，九龍南綫正式通車，紅磡站亦於同日起成為東鐵綫及西鐵綫的總站，接駁巴士K16線的轉乘優惠亦於當天起取消。
九龍南綫落成後，乘客可從新界西北直達尖沙咀，中途無須轉乘其他交通工具。現時往返屯門至紅磡只需38分鐘。此外，乘客可選擇於紅磡站轉乘東鐵綫前往新界東北地區。不過，原本可乘東鐵綫直達尖東站的新界東乘客，須於紅磡站轉乘西鐵綫才能到達尖東站，但由於東西兩鐵綫路班次密度有別，東鐵綫乘客不能在紅磡站及時轉車，或須等候數分鐘方能轉乘西鐵綫前往尖東站，基於此不便促使部分乘客選擇重投九龍塘站轉車，進一步加重該兩站的負荷。

## 車票及車費

### 票價
港鐵於2009年7月10日落實九龍南綫之票價，與港鐵其他車站的票價相同，而柯士甸站往來其他港鐵車站票價與九龍站相同。

### 全月通及全日通
港鐵於2009年8月16日起，將東鐵綫全月通、西鐵綫全月通及西鐵綫全日通分別更改名稱為上水－尖東全月通、屯門－南昌全月通及屯門－南昌全日通，售價、發售地點及使用範圍維持不變，惟港鐵接駁巴士K16號路線的免費轉乘安排取消；另外，港鐵推出屯門－紅磡全月通，售價為HK$470（持HK300的屯門－南昌全月通可以HK$370購買此全月通），適用於屯馬綫屯門至紅磡段，輕鐵及港鐵巴士，持2009年8月份的西鐵綫全月通可於九龍南綫通車當日起至9月7日轉換為該全月通，其他乘客則可於同年8月25日起發售。

### 東鐵綫頭等服務
自2009年8月16日起，東鐵綫列車將全面以紅磡站（現金鐘站）為終點站，而尖東站會成為西鐵綫（現屯馬綫）的中途車站，因此紅磡站來回尖東站的頭等額外費不再適用，而來往紅磡站（金鐘站）至羅湖站/落馬洲站的頭等額外費仍然維持不變，大部分乘客的頭等總車費亦因而下調，惟學生九龍塘站來回尖東站的頭等總車費卻輕微上調（因學生於有關車程的正價為特惠而非成人）。

## 車站及接駁路綫
| 中文站名               | 中文站名 | 英文站名   | 所在區域 | 接駁路綫     | 接駁路綫 | 啟用日期       |
| ---------------------- | -------- | ---------- | -------- | ------------ | -------- | -------------- |
| 屯馬綫（屯門至南昌段） |          |            |          |              |          |                |
|                        | 南昌     |            | 深水埗區 | 東涌綫       | 東涌綫   | 2003年12月20日 |
| 九龍南綫               |          |            |          |              |          |                |
|                        | 柯士甸   |            | 油尖旺區 | 香港西九龍站 | 高速鐵路 | 2009年8月16日  |
| 尖沙咀支綫             |          |            |          |              |          |                |
|                        | 尖東     |            | 油尖旺區 | 尖沙咀站     | 荃灣綫   | 2004年10月24日 |
|                        | 紅磡     |            | 油尖旺區 | 東鐵綫       | 東鐵綫   | 2021年6月20日  |
| 香港紅磡站             | 紅磡     | 城際直通車 | 油尖旺區 |              |          | 2021年6月20日  |

## 關於前往落馬洲
在九龍南綫通車後，港鐵於西鐵綫沿綫張貼「可於紅磡站轉乘東鐵綫前往羅湖站及落馬洲站」的轉乘指引，並設立網站及以影片介紹西鐵綫延伸到紅磡站，強調乘客轉乘東鐵綫「北上中國內地更加方便」，但從地理來說落馬洲站實際位處元朗區，如市民需要從元朗等地區出發前往落馬洲，依照港鐵的轉乘指引，前往落馬洲站就要南下繞經九龍半島以及新界東，比較往來兩個鐵路站的九巴B1線以及往來元朗（福康街）及落馬洲站之間的新界區專線小巴75線，搭乘港鐵車程則顯得迂迴費時而且車資昂貴（九巴B1號綫收費為$13.2/$14.5，港鐵則須$57.6），因此這則轉乘指引被批評誤導乘客。

## 外部連結
- 港鐵公司 - 新支綫及工程項目 - 九龍南綫 （页面存档备份，存于） (連結已失效)
- 香港地方 | 道路及鐵路 | 香港鐵路（四）九龍南綫 （页面存档备份，存于）
- 香港立法會 個別政策事宜資料庫 （页面存档备份，存于）
- 港鐵的西鐵綫延伸乘客指南 （页面存档备份，存于）
- 香港鐵路大典上的相关条目：九龍南綫